# Steg (Liechtenstein)
Steg es un poblado del municipio de Triesenberg, en Liechtenstein.

## Deportes
La única colina para la práctica de salto de esquí de Liechtenstein está situada en Steg. Steg es un destino popular para el multi-deporte.